# Conte di Liverpool

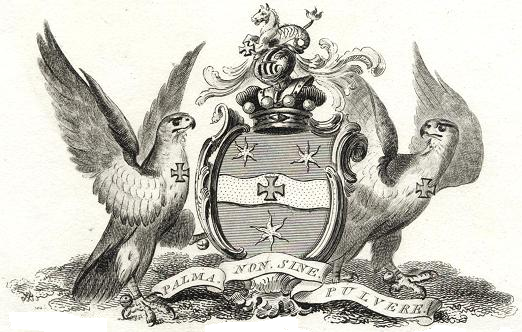
Stemma dei conti di Liverpool (I creazione)

Conte di Liverpool è un titolo che è stato creato due volte nella storia britannica. La prima volta venne creato nel 1796, nei Pari della Gran Bretagna, per Charles Jenkinson, I barone Hawkesbury, un favorito del re Giorgio III. Egli era già stato nominato barone Hawkesbury, nel 1786, ed è riuscito a VII baronetto di Walcot e Hawkesbury nel 1790. Suo figlio, il secondo conte, fu primo ministro del Regno Unito (1812-1827). I titoli nobiliari si estinsero nel 1851 alla morte del fratellastro di quest'ultimo, il terzo conte, mentre il baronetto è stato ereditato da un cugino.

Stemma dei conti di Liverpool (II creazione)

La contea fu ripresa nel 1905 a favore del politico liberale politico Cecil Foljambe, I barone Hawkesbury, figlio di George Foljambe e di sua seconda moglie, Lady Selina Charlotte Jenkinson, figlia del terzo conte della prima creazione. Fu nominato visconte Hawkesbury e, allo stesso tempo, era già stato creato barone Hawkesbury e di Ollerton, nel 1893. Il figlio maggiore, il secondo conte, fu governatore generale della Nuova Zelanda (1912-1920). A partire dal 2010 i titoli sono detenuti dal pronipote di quest'ultimo, il quinto conte.

## Conti di Liverpool, prima creazione (1796)
- Charles Jenkinson, I conte di Liverpool (1729-1808)
- Robert Jenkinson, II conte di Liverpool (1770-1828)
- Charles Jenkinson, III conte di Liverpool (1784-1851)

## Conti di Liverpool, seconda creazione (1905)
- Cecil Foljambe, I conte di Liverpool (1846-1907)
- Arthur Foljambe, II conte di Liverpool (1870-1941)
- Gerald Foljambe, III conte di Liverpool (1878-1962)
- Robert Foljambe, IV conte di Liverpool (1887-1969)
- Edward Foljambe, V conte di Liverpool (1944)

L'erede è il figlio del conte Luke Foljambe, visconte Hawkesbury (1972).